# Escòs
|  | No s'ha de confondre amb Escós. |

Escòs (en francès i oficialment Escos, en basc Ezkoze) és un comú al Bearn, al departament dels Pirineus Atlàntics i a la regió de Nova Aquitània. Aquesta comuna del cantó de Salias és generalment omesa dins les llistes recents de comuns de la Baixa Navarra, tot i que hi pertanyia antigament. Tot i així, la llengua històrica de la comuna és l'occità. Limita amb els comuns d'Auta-riba al nord, Castanheda a l'est, la Bastida de Vièlafranca a l'oest, Oràs al sud-est i Avitenh al sud.

## Demografia
| 1901 | 1962 | 1968 | 1975 | 1982 | 1990 | 1999 |
| --- | ---- | ---- | ---- | ---- | ---- | ---- |
| 410 | 287  | 282  | 269  | 256  | 241  | 217  |
| A partir de 1962, el cens té en compte la població resident definida com a "Population sans doubles comptes" per l'INSEE |      |      |      |      |      |      |

## Administració
| Data d'elecció                               | Identitat      | Qualitat |
| -------------------------------------------- | -------------- | -------- |
| Les dades anteriors a 1995 no són conegudes. |                |          |
| 1995                                         | Jean Larrat    |          |
| 2001                                         | Daniel Vigneau |          |